# اس‌اس گولکوند (۱۸۸۷)
اس‌اس گولکوند (۱۸۸۷) (به انگلیسی: SS Golconda (1887)) یک کشتی بود که طول آن ۴۲۲ فوت (۱۲۹ متر) بود. این کشتی در سال ۱۸۸۷ ساخته شد.